# Víkarbyrgi
Víkarbyrgi – miejscowość położona na Wyspach Owczych, na wyspie Suðuroy. Kod pocztowy miejscowości FO-928.

## Demografia
Miejscowość obecnie (I 2015 r.) nie jest zamieszkana. Ostatni jej mieszkańcy opuścili Víkarbyrgi w 2011 roku. W roku 1834 wioskę zamieszkiwało 13 mieszkańców, w roku 1906 było ich 40, w roku 1966 - 12, a w roku 1970 - 22.